# ザ・バー
ザ・バー（The Bar）は、アメリカ合衆国のプロレス団体WWEにかつて存在した、セザーロとシェイマスによるタッグチーム。

## 概要
2016年7月のWWEドラフトで揃ってSmackDownからRawへ移籍したセザーロとシェイマスが抗争を開始。当時RawのGMであったミック・フォーリーの提案により7番勝負を行うも、3勝3敗で迎えた第7戦が引き分けとなる。その後、2人の戦いに感銘を受けたフォーリーの指示によりタッグチームを結成することになった。当初は犬猿の仲だったが、バーで自分たちを侮辱してきた客たちを2人で撃退して以降は結束した。タッグチーム名の「ザ・バー」はこの一件が由来である。
以降はザ・ニュー・デイやザ・シールドと抗争を繰り広げ、WWEロウ・タッグチーム王座を史上最多となる4度戴冠した。
2019年4月9日のSmackDownにて、シェイマスが脳震盪を起こし長期欠場。セザーロはその後Rawへ移籍し、解散を宣言した。シェイマスは2020年に復帰したが、以降は2人とも単独で活動するようになった。
2022年2月24日、セザーロがWWEとの契約を満了して退団した。

## 獲得タイトル
WWE
- WWEロウ・タッグチーム王座：4回

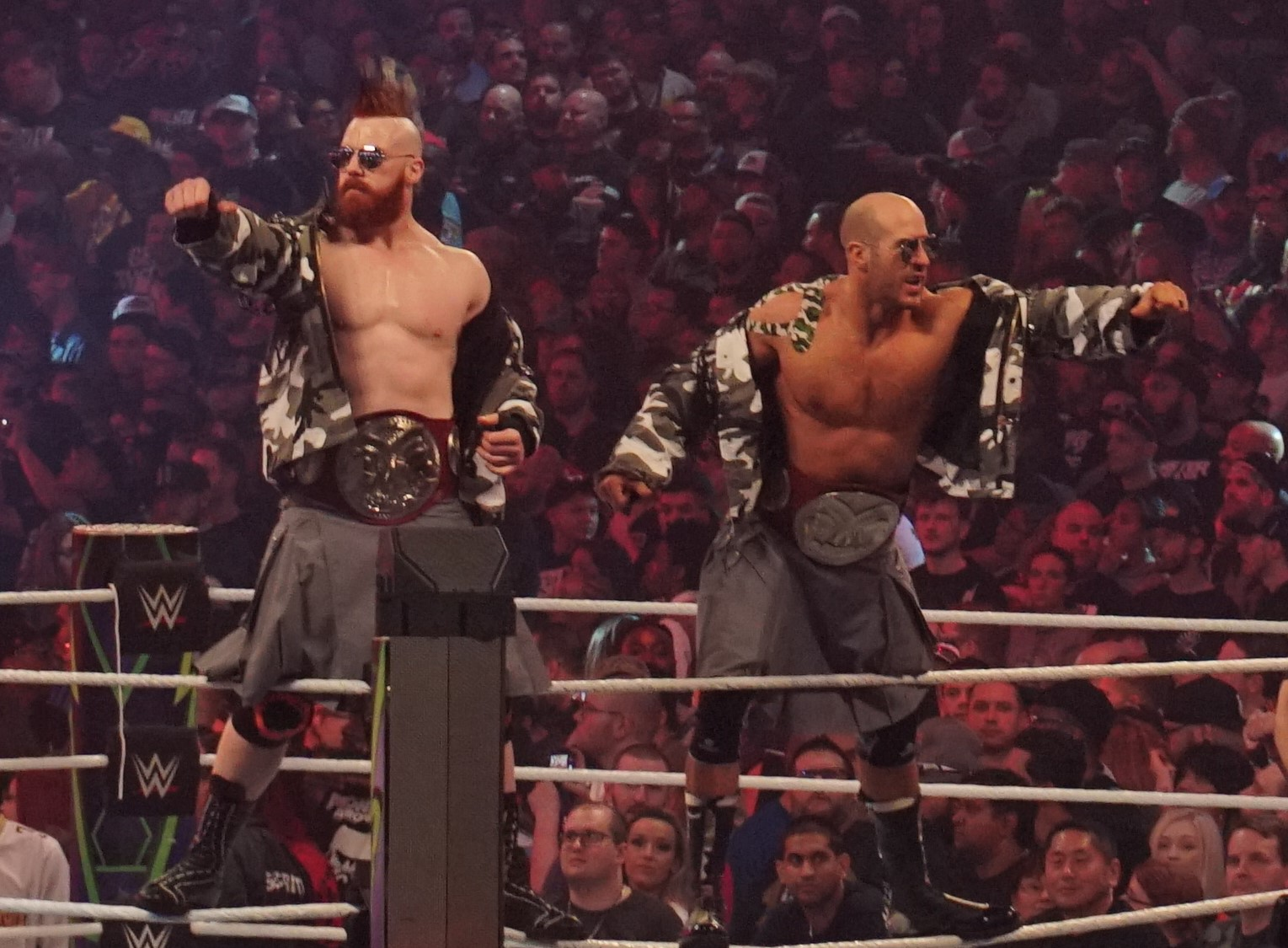
WWEロウ・タッグチーム王座

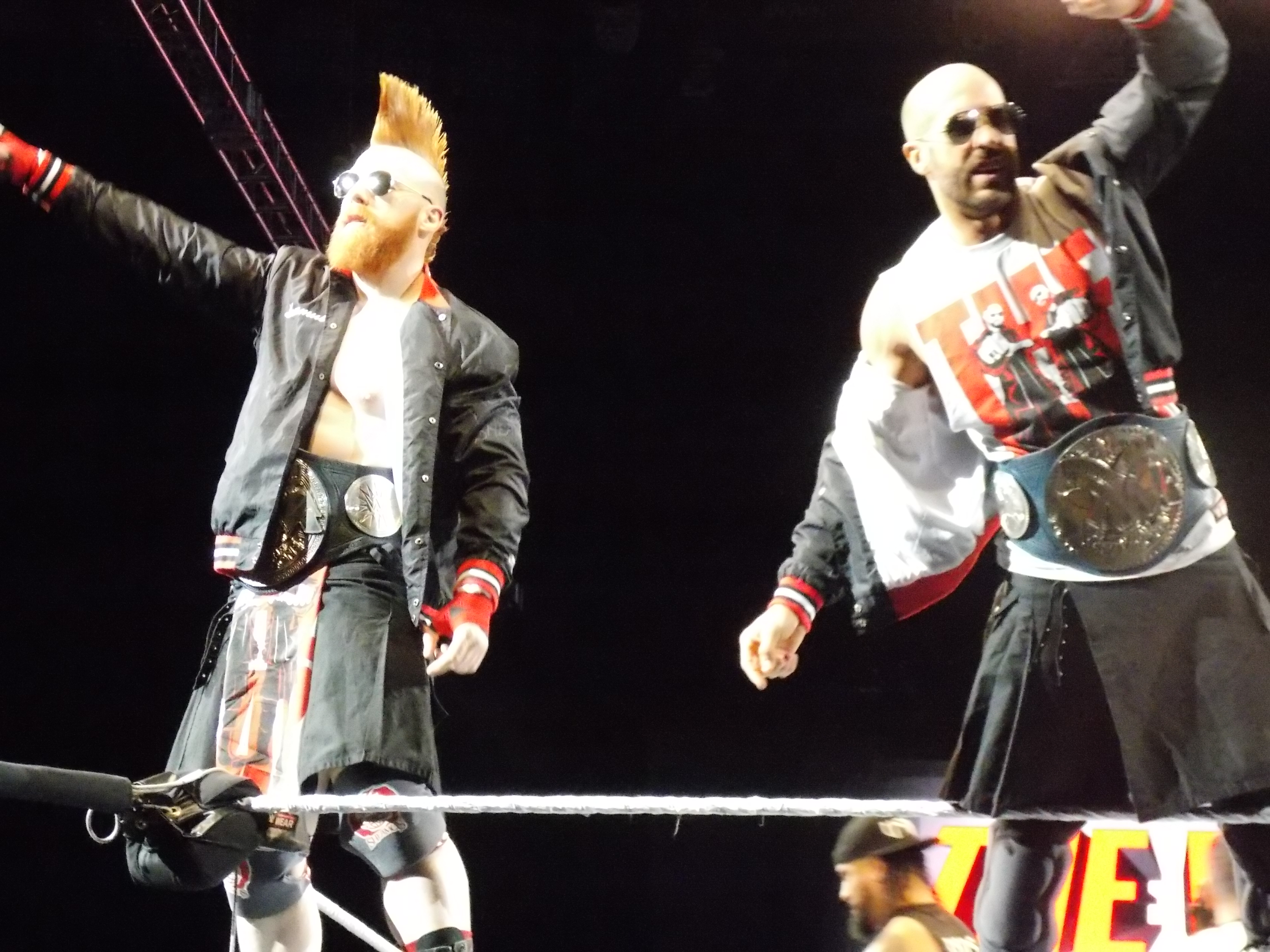
WWEスマックダウン・タッグチーム王座

- WWEスマックダウン・タッグチーム王座：1回